# Otto Schott
Friedrich Otto Schott (Witten, Vesztfália, 1851. december 17. – Jéna, 1935. augusztus 27.) német kémikus és üvegtechnikus.

## Életútja
A technikát látogatta Aachenben és tanulmányait folytatta a würzburgi és lipcsei egyetemen. 1875-77-ben Haspéban, Vesztfáliában egy technikai gyárban működött és 1877-78-ban Oviedóban, Spanyolországban kémiai gyárat állított fel; 1884-ben Jénában az üvegtechnika laboratoriumát alapította és vezette. Schott különösen a tudományos célra szolgáló üvegneműek körül a fontos újítások egész sorát hozta létre. A Wiedemann-féle Annalen című folyóiratban és a Verhandlungen und Sitzungsberichte des Verenis zur Beförderung d. Gewerbfleisses és Zeitschrift für Instrumentenkunde című közlönyökben közzé tett értekezéseken kívül írta még a Beiträge zur Kenntniss der unorganischen Schmelzverbindungen (Braunschweig, 1881) című munkát.